# Dramelay
Dramelay est une commune française située dans le département du Jura, dans la région culturelle et historique de Franche-Comté et la région administrative Bourgogne-Franche-Comté.

## Géographie
Dramelay compte deux hameaux : Le Mont et Le Château. Ce dernier est inhabité, les dernières maisons ayant été désertées peu après la Seconde Guerre mondiale. Le seul bâtiment encore en état est la Chapelle, qui a été restaurée il y a quelques années.

### Climat
Pour des articles plus généraux, voir Climat de la Bourgogne-Franche-Comté et Climat du département du Jura.
En 2010, le climat de la commune est de type climat de montagne, selon une étude du Centre national de la recherche scientifique s'appuyant sur une série de données couvrant la période 1971-2000. En 2020, Météo-France publie une typologie des climats de la France métropolitaine dans laquelle la commune est exposée à un climat semi-continental et est dans la région climatique  Jura, caractérisée par une forte pluviométrie en toutes saisons (1 000 à 1 500 mm/an), des hivers rigoureux et un ensoleillement médiocre. 
Pour la période 1971-2000, la température annuelle moyenne est de 10,3 °C, avec une amplitude thermique annuelle de 17,1 °C. Le cumul annuel moyen de précipitations est de 1 467 mm, avec 13,2 jours de précipitations en janvier et 9 jours en juillet. Pour la période 1991-2020, la température moyenne annuelle observée sur la station météorologique de Météo-France la plus proche, « Saint-Julien Sa », sur la commune de Val Suran à 6 km à vol d'oiseau, est de 10,6 °C et le cumul annuel moyen de précipitations est de 1 349,8 mm. 
La température maximale relevée sur cette station est de 38,6 °C, atteinte le 24 août 2023 ; la température minimale est de −20,6 °C, atteinte le 30 décembre 2005,,. 
Les paramètres climatiques de la commune ont été estimés pour le milieu du siècle (2041-2070) selon différents scénarios d'émission de gaz à effet de serre à partir des nouvelles projections climatiques de référence DRIAS-2020. Ils sont consultables sur un site dédié publié par Météo-France en novembre 2022.

## Urbanisme

### Typologie
Au 1er janvier 2024, Dramelay est catégorisée commune rurale à habitat très dispersé, selon la nouvelle grille communale de densité à sept niveaux définie par l'Insee en 2022.
Elle est située hors unité urbaine et hors attraction des villes,.

### Occupation des sols
L'occupation des sols de la commune, telle qu'elle ressort de la base de données européenne d’occupation biophysique des sols Corine Land Cover (CLC), est marquée par l'importance des territoires agricoles (55,8 % en 2018), une proportion identique à celle de 1990 (55,8 %). La répartition détaillée en 2018 est la suivante : 
forêts (40,2 %), zones agricoles hétérogènes (33,9 %), prairies (13,5 %), terres arables (8,3 %), milieux à végétation arbustive et/ou herbacée (4,1 %). L'évolution de l’occupation des sols de la commune et de ses infrastructures peut être observée sur les différentes représentations cartographiques du territoire : la carte de Cassini (XVIIIe siècle), la carte d'état-major (1820-1866) et les cartes ou photos aériennes de l'IGN pour la période actuelle (1950 à aujourd'hui).

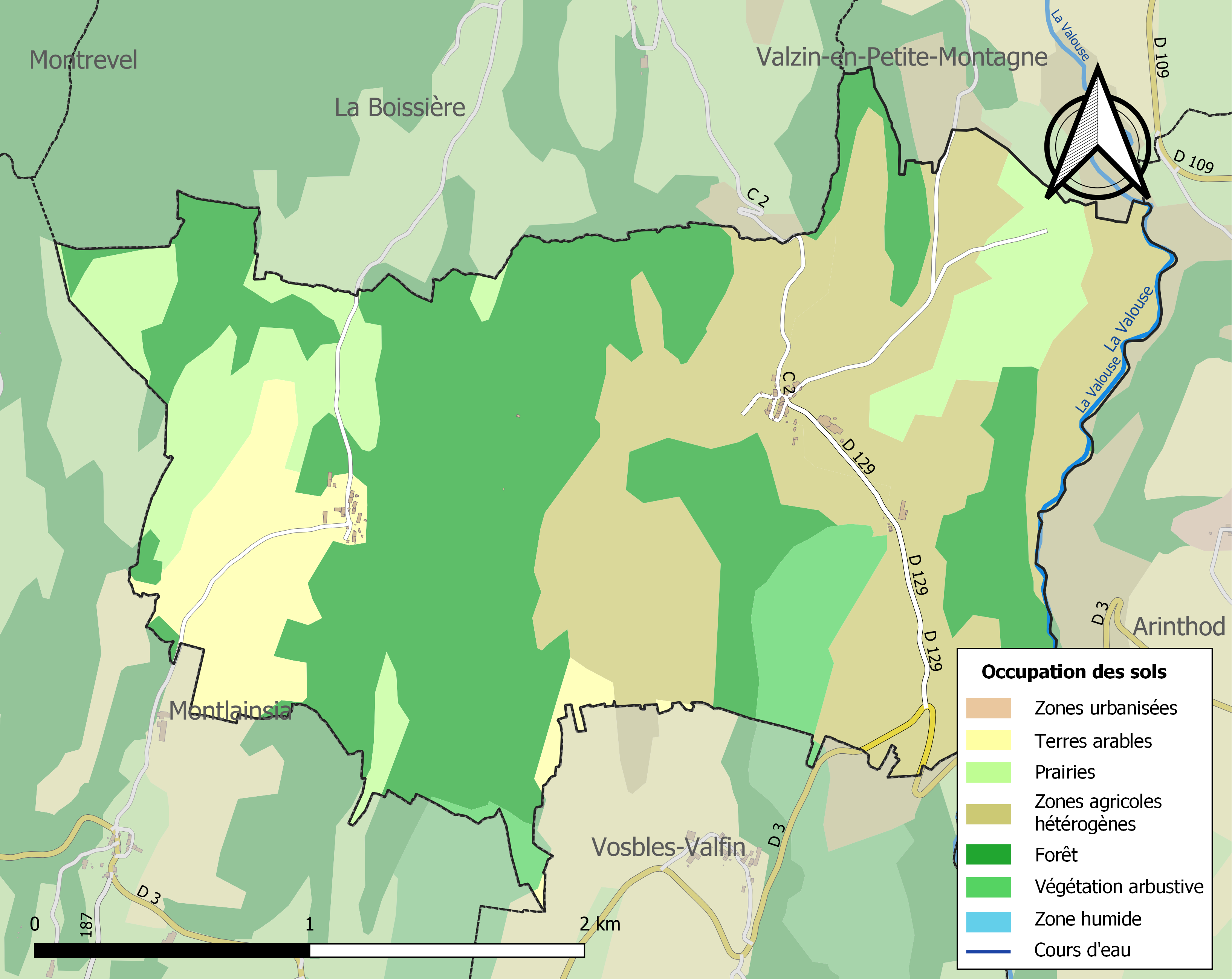
Carte des infrastructures et de l'occupation des sols de la commune en 2018 (CLC).

## Histoire

### La dynastie des Dramelay (ou Tramelay)
La famille de Dramelay (ou Tramelay) est originaire de ce lieu. Elle semble remonter vers le XIIe siècle. Elle pourrait être issue des comtes de Bourgogne.
Bernard de Tramelay, Grand Maître du Temple en 1152, meurt au siège d'Ascalon en Palestine le 16 août 1153.
La famille de Dramelay (ou Tramelay) obtient, à partir de la 1re moitié du XIIe siècle, la seigneurie de Neu(f)châtel. L'un des ses membres serait à l'origine de la maison de Neufchâtel.
Hugues de Dramelay est connétable du Comté de Bourgogne en 1173.  Il est le père de Hugues II, seigneur de Dramelay de 1189 à 1217. Le château devient alors possession du Comte de Chalon.
Une autre branche de la famille, issue de Guy de Dramelay qui participa à la conquête du Péloponnèse en 1209, possèdera une dizaine de châteaux dans la principauté d'Achaïe (la baronnie de Chalandritsa (en)) et pas moins de 34 châteaux en Franche-Comté (par exemple Présilly).
Un de ses descendants, Amédée de Tramelay, archevêque de Besançon, fera construire l'église qui se trouve en contrebas de la tour.

### Le temps des Chalon
En 1240, le fief de Dramelay passe sous la possession de Jean de Chalon le Sage.  En 1248, il est inféodé à Rodolphe de Courtenay, beau-frère de Jean de Chalon. La tour (ou ce qu'il en reste) date de cette époque.
En 1260, Jean de Chalon donne à son fils aîné Hugues, comte de Bourgogne, ses fiefs et châteaux. Dramelay passe ensuite à une branche des Chalon-Bourgogne issue d'un demi-frère d'Hugues (Jean Ier de Chalon-Auxerre) : les Chalon-Auxerre. Ainsi, Jean II de Chalon-Auxerre) est seigneur de Dramelay de 1292 à 1361, puis la seigneurie passe à une branche cadette, les seigneurs de Châtel-Belin ; et enfin vers 1400 aux Chalon-Arlay, princes d'Orange, issus d'un autre fils de Jean le Sage.
Le château a été détruit par les troupes françaises de Louis XI, lors des guerres de Bourgogne qui opposa le Comté de Bourgogne au royaume de France de Louis XI, après la mort de Charles le Téméraire.

### Héraldique
| Blason de Dramelay | Blason  | D’or au chef de gueules.                         |
| Blason de Dramelay | Détails | Le statut officiel du blason reste à déterminer. |

## Politique et administration
| Période   | Période  | Identité        | Étiquette | Qualité               |
| --------- | -------- | --------------- | --------- | --------------------- |
| mars 2001 | En cours | Philippe Lamard | SE        | Professeur des écoles |

## Démographie
L'évolution du nombre d'habitants est connue à travers les recensements de la population effectués dans la commune depuis 1793. Pour les communes de moins de 10 000 habitants, une enquête de recensement portant sur toute la population est réalisée tous les cinq ans, les populations de référence des années intermédiaires étant quant à elles estimées par interpolation ou extrapolation. Pour la commune, le premier recensement exhaustif entrant dans le cadre du nouveau dispositif a été réalisé en 2005.

En 2022, la commune comptait 27 habitants, en évolution de −6,9 % par rapport à 2016 (Jura : −0,81 %, France hors Mayotte : +2,11 %).
| 1793 | 1800 | 1806 | 1821 | 1831 | 1836 | 1841 | 1846 | 1851 |
| ---- | ---- | ---- | ---- | ---- | ---- | ---- | ---- | ---- |
| 276  | 161  | 186  | 144  | 267  | 249  | 227  | 214  | 199  |

| 1856 | 1861 | 1866 | 1872 | 1876 | 1881 | 1886 | 1891 | 1896 |
| ---- | ---- | ---- | ---- | ---- | ---- | ---- | ---- | ---- |
| 220  | 202  | 173  | 162  | 140  | 151  | 142  | 148  | 127  |

| 1901 | 1906 | 1911 | 1921 | 1926 | 1931 | 1936 | 1946 | 1954 |
| ---- | ---- | ---- | ---- | ---- | ---- | ---- | ---- | ---- |
| 121  | 106  | 86   | 96   | 89   | 95   | 97   | 72   | 49   |

| 1962 | 1968 | 1975 | 1982 | 1990 | 1999 | 2005 | 2006 | 2010 |
| ---- | ---- | ---- | ---- | ---- | ---- | ---- | ---- | ---- |
| 42   | 45   | 43   | 43   | 44   | 32   | 31   | 30   | 34   |

| 2015 | 2020 | 2022 | - | - | - | - | - | - |
| ---- | ---- | ---- | - | - | - | - | - | - |
| 29   | 29   | 27   | - | - | - | - | - | - |

## Culture locale et patrimoine

### Lieux et monuments
- Les ruines du château de Dramelay qui a fait l'objet d'une tentative de restauration dans les années 2000. La motte castrale supporte une tour en maçonnerie[19].
- Les vestiges de l'ancien bourg castral établi aux pieds du château, et dont les dernières maisons ont été brûlées par les troupes allemandes lors de la seconde guerre mondiale.
- La chapelle établie sur les vestiges de l'église du bourg castral.

### Personnalités liées à la commune
- Bernard de Tramelay.